# Hellmut Haase-Altendorf
Hellmut Haase-Altendorf (Chemnitz-Altendorf, Saksen, 17 december 1912 – Burladingen, Baden-Württemberg, 14 januari 1990) was een Duits componist, muziekpedagoog, dirigent, violist en pianist. 

## Levensloop
De vader van Hellmut Haase-Altendorf was kousjesfabrikant en had een fabriek in het Erzgebirge een streek in het zuiden van de deelstaat Saksen. De vader had zijn zoon het liefst in zijn voetstappen zien treden als fabrikant, maar het pakte anders uit. Toen hij nog naar het Realgymnasium ging, kreeg hij al pianolessen van de concertpianist Weißflog. Zijn oom, de kapelmeester Egekraut in Chemnitz wekte zijn interesse voor het theater. Al in zijn dagboek had hij als jongeling geschreven Ich werde Musiker - sonst nichts! (Ik word muzikant - anders niks!). 
De jonge muzikant maakte gebruik van zijn pianiste vakbekwaamheid en kreeg daardoor genoeg financiële middelen - van zijn vader kreeg hij niets - om te gaan studeren. Zijn studies begon hij in München aan de Hochschule für Musik und Theater, waar hij compositie bij Roderich von Mojsisovics, orkestdirectie bij Theodor Huber-Andernach en Siegmund von Hausegger en piano bij Josef Pembaur jr. studeerde. In 1938 studeerde hij als kapelmeester af. 
Zijn eerste aanstelling kreeg hij te Ingolstadt. Al spoedig kon hij zich van 2e kapelmeester tot dirigent opwerken. Als dirigent kreeg hij de noodzakelijke routine en ervaring en als componist van theatermuziek oogstte hij succes. Maar door de uitbraak van de Tweede oorlog werd zijn carrière voorlopig onderbroken. Hij werd opgeroepen voor de militaire dienst, maakte het front in Rusland mee en wisselde als regimentsmuzikant meerdere malen van standplaats, tot hij in Italië krijgsgevangen werd. Zoals voor vele van zijn tijdgenoten betekende de cesuur na 1945 een nieuw begin. 
Als dirigent en artistieke leider van een reisopera trok hij door heel Duitsland. In 1946 kwam hij als kapelmeester en repetitor aan het Staatstheater in Stuttgart. Daar speelde hij onder leiding van onder andere Ferdinand Leitner werken van de nieuwe meesters, die voor de oorlog in Duitsland verboden waren. Hij studeerde werken in van Paul Hindemith, Igor Stravinsky, Anton Webern, Werner Egk, Karl Amadeus Hartmann, Carl Orff, Hans Werner Henze en Rolf Liebermann, die naast de werken van de oude meesters op het programma stonden. Haase-Altendorf begon ook weer zelf te componeren. 
De opkomende blaasmuziek, die na de Tweede Wereldoorlog ook in Duitsland helemaal gereorganiseerd werd, was voor hem een belangrijk veld. Hij was dirigent vanaf 1951 bij de Musikverein Stadtorchester Feuerbach 1899 e.V. in Stuttgart-Feuerbach en van 1957 tot 1961 van de Musikverein Stadtkapelle Weil der Stadt e.V.. Beide harmonieorkesten spelden in de hoogste afdeling. In 1961 werd hij als opvolger van Hans Felix Husadel stedelijke muziekdirecteur in Ravensburg. Vanzelfsprekend werd hij dirigent van het harmonieorkest Orchestergesellschaft Ravensburg, eveneens dirigent van het kamerorkest, de blazerskamermuziekvereniging en leider van de blazersschool. Hij voerde succesrijke concerten en serenades met het harmonieorkest uit. Op reizen van dit orkest in het binnen- en buitenland kwamen natuurlijk ook eigen werken op het programma. Bij de Deutscher Volksmusikerbund (DVB), een landelijke federatie voor harmonieorkesten en tamboerkorpsen, was hij intussen tot Landes- en Bundesmusikdirektor bevorderd. Samen met Gustav Lotterer voerde hij cursussen voor dirigenten uit, die ook door andere federaties in de Bondsrepubliek Duitsland overgenomen werden. 
Haase-Altendorf was een veelgevraagd jurylid bij wedstrijden in Duitsland en in het buitenland. 
Hij was Landesmusikdirektor van de Blasmusikverband Baden-Württemberg in de DVB en eveneens Bundesmusikdirektor van de Bund Deutscher Blas- und Volksmusikverbände (BDBV), de koepelorganisatie van de landelijke federaties. Verder was hij dirigent van het Landesblasorchester Baden-Württemberg en vertegenwoordiger van de BDBV bij de CISM. 
Zijn composities kenmerken zich door fantasierijke intuïtie en artistieke inspiratie. Hij ontleent de titels van zijn composities soms aan de literatuur en gestalten uit de wereld van de sagen, die dan ook de programmatische basis voor zijn werken levereen. Daaraan is te zien, dat zijn werken thematisch in de humanistische geest wortelen en ook in de (in de positieve betekenis van het woord) traditie-verbonden geesteshouding van de componist. 
Met de Dramatische Legende, die gebaseerd is op het dramatische gedicht «Harras» van Theodor Körner, en met zijn suite Florian Geyer heeft de componist symfonische blaasmuziek geschreven, die zoals Tirol 1809 van Sepp Tanzer, de bakermat en volks-verbondenheid van Haase-Altendorf documenteren. Naast historiserende onderwerpen, zoals bijvoorbeeld Rattenfänger von Hameln, schept hij met titel zoals Klingende Modenschau, Texas-Story, Camping-Suite ook compositorische suggesties uit de werkelijkheid van nu. 

## Composities

### Cantates
- Cantate (naar woorden van Hermann Hesse)

### Werken voor harmonieorkest

#### Symfonische werken
- Die Mosel, symfonisch gedicht
- Dramatische Legende, symfonisch gedicht naar het gedicht «Harras» van Theodor Körner
- Euro Concerto
- Geteiltes Land, symfonie
- Triptychon - Präludium, Fuge, Rondo mit Metamorphosen

#### Concerten voor instrumenten en harmonieorkest
- 1981 Concert, voor tenorhoorn (bariton) en harmonieorkest
  1. Allegro moderato
  2. Andante cantabile
  3. Rondo finale
- Capriccio, voor klarinet en harmonieorkest

#### Ouvertures
- 1964 Auf Schusters Rappen
- 1964 Fahrendes Volk
- 1965 Kleine Konzertouverture
- 1970 Bon Voyage
- 1970-1971 Rotensia
- 1974 Eisrevue
- 1975 Der Rattenfänger von Hameln
- Bordfest
- Burleske - eine musikalische Posse in spanischer Manier (1e prijs bij het Festival voor jeugd-harmonieorkesten 1979 in Wenen)
- Eskapaden
- Lebensfreude
- Little Tramp
- Schloßplatz-Geschichten - Vorspiel zu einem Musical
- Varieté-Zauber - Musik zu einer Show

#### Feestmuziek
- 1963 Aufschwung Prélude
- 1964 Festlicher Tag
- 1964 Impromptu
- Ballada eroica
- Bekenntnis und Huldigung
- Canzone
- Chorischer Bläsersatz
- Concordia, voor gemengd koor en harmonieorkest
- Epilog
- Festakt
- Festfanfare
- Festruf
- Für Frieden in Freiheit
- Gelöbnis, hymne voor gemengd koor en harmonieorkest
- Impression
- In memoriam (Prelude)
- Intermezzo festivo, voor gemengd koor en harmonieorkest
- Intrade
- Introitus
- Kleine Eröffnungsmusik
- La vita pro musica, voor gemengd koor en harmonieorkest
- Lob und Preis der Musik, voor gemengd koor en harmonieorkest
- Madrigal
- Musik, du bist die höchste Labe, voor gemengd koor en harmonieorkest
- Pro Unitate
- Prolog

#### Suites
- 1963 Texas-Story
- 1965 Suite für Bläser "Inzigkofen"
  1. Ankunft der Lehrgangsteilnehmer
  2. Weckruf und Choral
  3. Blick ins Donautal
  4. Im Hörsaal
  5. In geselliger Runde
- 1970 Camping Suite
  1. Frohe Fahrt
  2. Am See
  3. Siesta
  4. Federball
- 1976 Partita brevis
  1. Air (Aria)
  2. Gavotte
  3. Chaconne
- 1980 Kleine Serenade
- 1988 Triade
- Besuch im Zoo, suite
- Concert, voor harmonieorkest
  1. Allegro maestoso
  2. Moderato e cantabile
  3. Allegro scherzando
- Cubana, dansen suite
  1. Tango
  2. Bolero
  3. Spanischer Walzer
  4. Finale
- Florian Geyer - Szenen aus dem Schwäbischen Bauernkrieg um 1525
  1. Fron und Leibeigenschaft der Bauern
  2. Fest auf Burg Weibertreu, Überfall und Vernichtung
  3. Siegestaumel und Untergang der Bauern auf dem "grasigen Haag"
- Trilogie über Visionen von Hieronymus Bosch
  1. Prelude
  2. Berceuse
  3. Fughetta
- Twee lyrische stukken
  1. Morgenspaziergang
  2. Kahnfahrt

#### Intermezzi en concertstukken
- 1965 Tarantella Toskana
- 1965 Variationen über ein Volkslied ("An der Saale...")
  1. Thema: "An der Saale hellem Strande".
  2. Maestoso
  3. Scherzando
  4. Tarantelle
  5. Andante Cantabile
  6. Gavotte
  7. Walzer (Parodie)
  8. Tempo di Marcia
- 1967 Klingende Modenschau, modern intermezzo
- 1972 Valse Caprice
- 1974 Trift - Musikalische Schilderung der Holzflößerei im Gebirge
- 1988 Paraphrase über eine Volksweise (Hohenzollernlied)
- Cordoba - Spanisches Zwischenspiel
- Improvisationen über ein ungarisch-slowakisches Volkslied
- Register-Polka
- Reverence classique (Menuett)
- Serenade pathétique
- Tänzerische Spielmusik

#### Marsen
- Hallo Bässe!, concertmars
- Rutenfestmarsch
- Präsidenten-Marsch

#### Walsen
- Erinnerungen an Oberschwaben
- Concertwals "Die Optimisten", voor gemengd koor en orkest

### Kamermuziek
- Salut d'Honneur, voor 3 trompetten, 3 trombones en pauken